# Kühtai
Kühtai è una località abitata di 29 abitanti del comune austriaco di Silz nel distretto di Imst, in Tirolo. Stazione sciistica, ha ospitato tra l'altro le gare di freestyle e di snowboard dei I Giochi olimpici giovanili invernali e tappe della Coppa del Mondo di sci alpino e dalla Coppa del Mondo di slittino su pista naturale.